# Caldas (kommun i Colombia, Boyacá, lat 5,55, long -73,88)
Caldas är en kommun i Colombia.   Den ligger i departementet Boyacá, i den centrala delen av landet, 110 km norr om huvudstaden Bogotá. Antalet invånare är 4 050. Arean är 84 kvadratkilometer.
Terrängen i Caldas är huvudsakligen kuperad, men åt sydväst är den bergig.